# Шабралуг
Шабралу́г (рос. Шабралуг) — присілок у складі Афанасьєвського району Кіровської області, Росія. Входить до складу Пашинського сільського поселення.
Населення становить 3 особи (2010, 9 у 2002).
Національний склад станом на 2002 рік — комі-перм'яки 56 %, росіяни 44 %.